# 石谷清順
石谷 清順（いしがや きよのぶ。生没年不詳）は、江戸時代の旗本。

## 生涯
寛政10年 （1798年）3月15日に徳川家斉に拝謁し、同年8月3日に父である石谷清茂（700石旗本）の家督を継ぎ小普請に入った。寛政11年（1799年）5月22日に小納戸となり、文化2年（1805年）11月5日に西城の小納戸になったという。
『寛政譜以降旗本家百科事典』に拠れば、石谷清順の跡は石谷練蔵が継いだとされるが、孫の代に当たる石谷房之丞の祖父は石谷織之丞と記載されている。石谷織之丞については、同名の呼称を持つ人物は『寛政重修諸家譜』にも『寛政譜以降旗本家百科事典』にも記載されておらず、石谷練蔵については実子か養子かの判別は不能である。
石谷清順の後については、石谷清順―石谷錬蔵（安政元年（1855年）小普請大島支配）－石谷房之丞（父：石谷錬蔵、祖父：石谷織之丞）　と、記録される。